# Спрух, Збигнев
Збигнев Спрух (пол. Zbigniew Spruch, род. 13 декабря 1965 в Кожухув, Польша) — бывший польский профессиональный шоссейный велогонщик, выступавший основную часть карьеры за французскую команду Lampre-Daikin. Серебряный призёр Чемпионата мира 2000 в групповой гонке. Победитель Тура Польши 1995 года.

## Достижения
1988
- 1-й на этапе 3 — Велогонка Мира

1989
- 1-й на этапе 3 — Велогонка Мира

1995
- 1-й  — Тур Польши
  - 1-й в Прологе
- 1-й на этапе 1 — Grand Prix du Midi Libre

1997
- 2-й — Этуаль де Бессеж

1998
- 1-й на этапе 5 — Неделя Ломбардии
- 1-й на этапе 1 — Тур Польши
- 5-й — Тиррено — Адриатико

1999
- 2-й — Гент — Вевельгем
- 3-й — Милан — Сан-Ремо

## Статистика выступлений наГранд Турах
| Гранд-Тур       | 1992 | 1993 | 1994 | 1995 | 1996 | 1997 | 1998 | 1999 | 2000 | 2001 | 2002 |
| --------------- | ---- | ---- | ---- | ---- | ---- | ---- | ---- | ---- | ---- | ---- | ---- |
| Джиро д'Италия  | 47   | —    | 66   | DNF  | 47   | 100  | 72   | —    | —    | —    | —    |
| Тур де Франс    | —    | DNF  | —    | —    | DNF  | —    | —    | DNF  | —    | —    | —    |
| Вуэльта Испании | —    | —    | —    | —    | —    | —    | —    | DNF  | —    | —    | DNF  |

- Джиро д'Италия
  - Участие:5
    - 1992: 47
    - 1994: 66
    - 1995: сход
    - 1996: 47
    - 1997: 100
    - 1998: 72

- Тур де Франс
  - Участие:3
    - 1993: сход на этапе 10
    - 1996: сход на этапе 11
    - 1999: сход перед этапом 11

- Вуэльта Испании
  - Участие:3
    - 1993: 47
    - 1999: сход на этапе 12
    - 2002: 130